# Индуизм в Бутане
В Бутане государственной религией является буддизм. Индуистское меньшинство активно преследовалось, проводились этнические чистки. В настоящее время в Непале проживают более 100 000 беженцев-индуистов из Бутана.
Приблизительно четверть населения Бутана составляют этнические непальцы, которые живут в основном на юге и исповедуют индуизм. Среди индусов представлены школы шиваизма, вайшнавизма, шактизма, Ганеша, пураны и ведизма. Индуистские храмы существуют в южной части Бутана, и индуисты исповедуют свою религию в малых и средних группах.